# Retrat d'Elizabeth Farren, posterior comtessa de Derby
El retrat d'Elizabeth Farren, posterior comtessa de Derby - Elizabeth Farren (born about 1759, died 1829), Later Countess of Derby) (anglès) - és un dels quadres més coneguts del pintor britànic Thomas Lawrence. Està realitzat en pintura a l'oli sobre llenç. Les seves mides són 238 cm d'alçada i 147 cm d'amplada. Va ser pintat abans de l'any 1791, possiblement el 1790.1 Actualment es troba en el Museu Metropolità d'Art de Nova York, on va arribar el 1940 per donació d'Edward S. Harkness.
Sense assolir la fama de Thomas Gainsborough o de sir Joshua Reynolds, Thomas Lawrence va ser un conegut retratista del segle xviii anglès a qui es considera successor de Reynolds com a retratista. Aquí representa l'actriu Elizabeth Farren, que havia debutat a Teatre Haymarket el 1777. Set anys després de pintar-se el quadre, el 1797, es casaria amb el dotzè comte de Derby, moment en què va deixar la seva professió.

Apareix aquí representada com una dama de la classe alta, elegantment vestida amb teles nobles i pells d'animals. Lawrence representava hàbilment la llum sobre aquest tipus de teixits. Malgrat l'elegant del seu abillament, apareix a la clariana verd d'un bosc, amb el seu prat i els arbres. S'adopta un punt de vista baix, de manera que gran part del fons de l'obra està ocupat pel cel. L'expressió de la jove és molt natural, fins al punt que un crític va escriure: 
| « | «... és enterament Elizabeth Farren: indiferent, maliciosa, jovial, simpàtica i elegant» | » |